# Comté de White (Tennessee)
Pour les articles homonymes, voir White et Comté de White.
Le comté de White est un comté de l'État du Tennessee, aux États-Unis.